# Інавгурація президента США

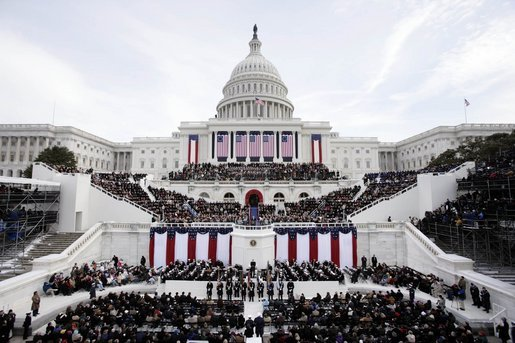
Інавгурація Дж. Буша молодшого, 2005

Інавгурація президента США — урочиста церемонія присяги і вступу на посаду президента і віцепрезидента США. Проводиться між 73 і 79 днями після президентських виборів. Інавгурація відбувається на кожен новий президентський термін, навіть якщо президент залишається на посаді на другий термін.
Перша інавгурація Джорджа Вашингтона відбулася 30 квітня 1789 року. Усі наступні публічні інавгурації з 1793 до 1933 року проводилися 4 березня, за винятком 1821, 1849, 1877 та 1917 років, коли 4 березня припадало на неділю, а публічна Церемонія інавгурації відбулася у понеділок, 5 березня. З 1937 року вона відбувалася опівдні за північноамериканським східним часом 20 січня, у перший день нового терміну, за винятком 1957, 1985 та 2013 років, коли 20 січня припадало на неділю. У ті роки президентська присяга складалася в той день приватно, а потім знову на публічній церемонії наступного дня, у понеділок, 21 січня. Остання за часом президентська інавгурація відбулася 20 січня 2025 року, коли Дональд Трамп вдруге вступив на посаду президента США.
Проголошення президентської присяги є єдиним компонентом цієї церемонії, передбаченої Конституцією Сполучених Штатів (стаття II, розділ перший, пункт 8). Хоча це не є конституційною вимогою, головний суддя Сполучених Штатів зазвичай приймає присягу президента. З 1789 року 15 головних суддів, один помічник судді та один суддя штату Нью-Йорк склали присягу на 59 запланованих публічних інавгураціях. Інші, окрім головного судді, склали присягу кількох із дев’яти віце-президентів, які змінили президентство після смерті чи відставки свого попередника в рамках терміну.
З моменту інавгурації Рональда Рейгана 1981 року церемонія проходила на західному фасаді капітолія Сполучених Штатів навпроти Національної алеї з його знаковим монументом Вашингтону та меморіалу Лінкольна. З 1829 по 1977 рік більшість церемоній присяги відбувалися на платформі над сходами східного портику капітолія. Вони також проводилися у Старій залі сенату, палаті представників та ротонді капітолія. Останньою регулярно запланованою інавгурацією, яка не відбулася в Капітолії, була четверта інавгурація Франкліна Д. Рузвельта 1945 року, яка відбулася у Білому домі.
З роками виникли різні традиції, які розширили інавгурацію від простої церемонії складання присяги до одноденної події, включаючи паради та численні світські збори. Сама церемонія транслюється у прямому ефірі через головне комерційне телебачення США та кабельні мережі новин; деякі також транслюють це у прямому ефірі на своїх веб-сайтах.
Коли президент вступає на посаду в рамках терміну, церемонія інавгурації проводиться без помпезності та помпи. Щоб полегшити швидкий перехід президента за надзвичайних обставин, новий президент складає присягу на простій церемонії та зазвичай після цього звертається до нації. Це траплялося дев'ять разів в історії Сполучених Штатів: вісім разів після того, як попередній президент помер під час перебування на посаді, і один раз після того, як попередній президент пішов у відставку.

## Історія
За традицією проводиться публічно перед Капітолієм у Вашингтоні (не рахуючи випадків, коли президент вступає на посаду з поста віцепрезидента), привертає велику кількість глядачів, супроводжується програмною промовою президента, за її нагоди влаштовуються урочистий парад і бал. До 1933 року включно інавгурація проходила 4 березня, а після внесення Двадцятої поправки до Конституції — 20 січня.